# Мираллес, Жиль
Жиль Мираллес (фр. Gilles Mirallès; 8 февраля 1966 — 28 января 2022) — французский шахматист, гроссмейстер (1997).
В составе сборной Франции участник 3-х Олимпиад (1986—1990), 1-го командного первенства мира (1985) и 9-го командного первенства Европы (1989). Чемпион Франции (1986 и 1989).

## Изменения рейтинга
| Графики недоступны из-за технических проблем. См. информацию на Фабрикаторе и на mediawiki.org. |